# Beverly Hills Beauties
Beverly Hills Beauties (B*A*P*S) ist eine US-amerikanische Filmkomödie von Robert Townsend aus dem Jahr 1997.

## Handlung
Die befreundeten Kellnerinnen Nisi und Mickey leben in Decatur in Georgia. Sie träumen von der Eröffnung eines weltweit ersten kombinierten Friseurgeschäfts, in dem gleichzeitig Soul Food serviert würde. Um das Geld für den Laden zusammenzubekommen, nehmen Nisi und Mickey in Los Angeles am Casting für die Aufnahme eines Musikvideos teil, bei dem die Gewinnerin 10.000 US-Dollar erhalten soll. Ihr Auftritt bleibt zwar erfolglos, aber es spricht sie ein Mann an, der ihnen den gleichen Geldbetrag für ein anderes Musikvideo bietet. Er lädt sie in eine Villa in Beverly Hills ein und hier erfahren sie den wahren Grund: Nisi soll sich für die Enkelin von Lily ausgeben, einem schwarzen Dienstmädchen seiner Familie, das der Besitzer des Hauses einst geliebt hatte. Sie stimmen dem Plan zu und lernen nun den Hausbesitzer Mr. Blakemore kennen. In den nächsten Tagen kümmern sie sich um den alten Herrn, der allmählich beginnt, seine Lebensfreude wiederzufinden. So fühlen sich die Mädchen bald schuldig, Mr. Blakemore getäuscht zu haben. Sie planen abzureisen und nach Georgia zurückzukehren und ihm einen Brief zu hinterlassen, damit er die Wahrheit erfährt. Bevor sie jedoch abreisen können, wird Mr. Blakemore ins Krankenhaus gebracht. Nisi versucht, ihm am Sterbebett alles zu gestehen, aber bevor sie dazu kommt, stirbt der alte Herr. Die Anwältin von Mr. Blakemore informiert sie darüber, dass er die ganze Zeit gewusst habe, dass Nisi nicht Lilys Enkelin war, weil Lily nie Kinder hatte.
Zurück in der Villa bereiten sich Nisi und ihre Freundin auf ihre Rückkehr nach Decatur vor, als Mr. Blakemores Anwalt kommt und dessen letzten Willen verliest. In seinem Testament, in dem er die Mädchen seine  B*A*P*S nennt (als Abkürzung für „Black American Princesses“) vererbt er ihnen einen Teil seines Vermögens.
Der Film endet damit, dass Nisi und Mickey ihren kombinierten Friseursalon und Restaurant eröffnen, den sie „Lily'z“ nennen.

## Hintergrund
Der Film wurde in Los Angeles und in Beverly Hills gedreht. Seine Produktionskosten betrugen schätzungsweise 10 Millionen US-Dollar. Der Film spielte in den Kinos der USA ca. 7,2 Millionen US-Dollar ein.

## Kritiken
Roger Ebert schrieb in der Chicago Sun-Times vom 28. März 1997, der Film sei derart schlecht, dass die Sprache wegbleibe. Er fragte sich, warum die Beteiligten zum Mitmachen bereit gewesen seien. Martin Landau spiele seine Rolle mit „Charme“ und „großer Würde“, die jedoch an dieser Stelle falsch seien.
Richard Propes schrieb auf www.independentcritics.com, der Film hätte niemals gedreht werden sollen. Er wolle ihn nie wieder sehen. Nur ein paar eher zufällige Gekicher würden die Komödie vor der „kompletten und totalen“ Pleite retten.
2018 nannte Anne Cohen von der Website Refinery29 den Film einen „schwarzen Kultklassiker“ und meinte, der Film verdiene eine bessere Bewertung als seine (damalige) 13%ige Bewertung auf Rotten Tomatoes. Cohen sagte: „Eine Hauptsorge vieler Rezensenten schien zu sein, dass der Film durch die Neigung zu Stereotypen über schwarze Frauen rassistischen Selbsthass förderte.“  Zu bemerken ist dabei, dass diese Kritiker alle „weiß“ sind und einen Film „mit schwarzen weiblichen Hauptdarstellern“ bewerten. „Die Tatsache, dass der Film eine so nachhaltige Wirkung hatte, ... beweist, dass der Film sein Publikum ansprach.“
Im Chicago Reader stand: „Robert Townsend ( Die fünf Herzschläge) inszeniert eine absurd umfangreiche Komödie voller klassischer Emotionen und spielt in einer aufwändig detaillierten Umgebung.“ „Es ist eine Hommage an Bindungen, die dicker sind als Blut, und zeigt vor allem, dass Ruhm-und-Glücks-Fantasien Rassen- und Klassenunterschiede ebenso überzeugend verwischen wie übertreiben können.“

## Auszeichnungen
Halle Berry wurde im Jahr 1998 für den Black Film Award des Acapulco Black Film Festivals nominiert.